# Mihaela Sandu
Mihaela Sandu (ur. 19 lutego 1977 roku w Ploeszti) – rumuńska szachistka, arcymistrzyni od 2008 roku.

## Kariera szachowa
W 1991 r. zdobyła w Mamaii tytuł wicemistrzyni Europy juniorek do 14 lat. Dwa lata później reprezentowała swój kraj w kolejnych mistrzostwach Europy (do 16 lat), rozegranych w Szombathely. Jedynymi sukcesami, które odniosła w ciągu następnych kilkunastu lat, były zwycięstwo w nielicznym i słabo obsadzonym turnieju w Bukareszcie w 2003 oraz II m. (za Cristiną-Adelą Foisor) w Hyères w 2005, a jej punktacja rankingowa nie przekroczyła poziomu 2200 punktów aż do 1 kwietnia 2006 roku. W 2007 r. wypełniła dwie normy na tytuł arcymistrzyni, w otwartym turnieju w Metz oraz na drużynowych mistrzostwach Rumunii, rozegranych w Predeal. Trzecią normę zdobyła w 2008 r. w Bukareszcie. W 2013 r. zdobyła brązowy medal indywidualnych mistrzostw Rumunii kobiet, natomiast w kolejnych mistrzostwach w 2014 r. – medal srebrny.
Najwyższy ranking w dotychczasowej karierze osiągnęła 1 kwietnia 2008 r., z wynikiem 2325 punktów zajmowała wówczas piąte miejsce wśród rumuńskich szachistek